# Bahraich
Bahraich là một thành phố và là nơi đặt ban đô thị (municipal board) của quận Bahraich thuộc bang Uttar Pradesh, Ấn Độ.

## Địa lý
Bahraich có vị trí 27°35′B 81°36′Đ / 27,58°B 81,6°Đ Nó có độ cao trung bình là 126 mét (413 foot).

## Nhân khẩu
Theo điều tra dân số năm 2001 của Ấn Độ, Bahraich có dân số 168.376 người. Phái nam chiếm 53% tổng số dân và phái nữ chiếm 47%. Bahraich có tỷ lệ 59% biết đọc biết viết, thấp hơn tỷ lệ trung bình toàn quốc là 59,5%: tỷ lệ cho phái nam là 63%, và tỷ lệ cho phái nữ là 55%. Tại Bahraich, 15% dân số nhỏ hơn 6 tuổi.